# Alice in Hell
Alice in Hell – pierwszy album studyjny kanadyjskiej grupy muzycznej Annihilator. Wydawnictwo ukazało się 5 września 1989 roku nakładem wytwórni muzycznej Roadrunner Records. W ramach promocji do utworu "Alison Hell" został zrealizowany teledysk. Album "Alice In Hell" znalazł się na 125. miejscu listy najlepszych metalowych albumów wg książki Martina Popoffa "The Top 500 Heavy Metal Albums of all Time" (2004).

## Lista utworów
Opracowano na podstawie materiału źródłowego.
1. „Crystal Ann” (muz. i sł. Waters) – 1:41
2. „Alison Hell” (muz. i sł. Bates, Waters) – 5:01
3. „W.T.Y.D.” (muz. i sł. Bates, Waters) – 3:56
4. „Wicked Mystic” (muz. i sł. Waters, Weil) – 3:38
5. „Burns Like a Buzzsaw Blade” (muz. i sł. Bates, Waters, Weil) – 3:34
6. „Word Salad” (muz. i sł. Waters) – 5:50
7. „Schizos (Are Never Alone), Pts. I & II” (muz. i sł. Waters) – 4:32
8. „Ligeia” (muz. i sł. Waters) – 4:48
9. „Human Insecticide” (muz. i sł. Bates, Waters) – 4:50

## Twórcy
Opracowano na podstawie materiału źródłowego.
- Jeff Waters – gitara rytmiczna, gitara prowadząca, gitara akustyczna, gitara basowa, wokal wspierający, produkcja muzyczna, miksowanie
- Ray Hartmann – perkusja
- Randy Rampage – wokal prowadzący, wokal wspierający
- Wayne Darley – gitara basowa (wymieniony na płycie, nie brał udziału w nagraniach)
- Anthony Greenham – gitara (wymieniony na płycie, nie brał udziału w nagraniach)
- Dan Morrow – inżynieria dźwięku
- Frank D'Onofrio – inżynieria dźwięku
- Paul Blake – inżynieria dźwięku
- Chris Gehringer - mastering
- Monte Conner – producent wykonawczy
- Jeff Faville – design
- Len Rooney Creative – okładka, logo
- Feet and Jeff – koncepcja okładki

## Wydania
| Rok  | Nr katalogowy | Format | Wytwórnia          | Region            | Źródło |
| ---- | ------------- | ------ | ------------------ | ----------------- | ------ |
| 1989 | RRD 9488      | CD     | Roadracer Records  | Stany Zjednoczone | [ 6 ]  |
| 1989 | RR 9488-2     | CD     | Roadrunner Records | Holandia          | [ 6 ]  |
| 1989 | RR 9488-4     | CS     | Roadrunner Records | Holandia          | [ 6 ]  |
| 1989 | RR 9488-1     | LP     | Roadrunner Records | Holandia          | [ 6 ]  |
| 1989 | RR 9488       | LP     | Roadracer Records  | Stany Zjednoczone | [ 6 ]  |
| 1998 | RR8723-2      | CD     | Roadrunner Records | Stany Zjednoczone | [ 6 ]  |